# 11773 Schouten
11773 Schouten eller 1021 T-3 är en asteroid i huvudbältet som upptäcktes den 17 oktober 1977 av den nederländsk-amerikanske astronomen Tom Gehrels och det nederländska astronomparet Ingrid van Houten-Groeneveld och Cornelis Johannes van Houten vid Palomarobservatoriet. Den är uppkallad efter upptäcktsresanden Willem Corneliszoon Schouten.
Asteroiden har en diameter på ungefär 5 kilometer.